# Atlético Madrid
Der Club Atlético de Madrid, im deutschen Sprachraum bekannt als Atlético Madrid, ist ein am 26. April 1903, als Athletic Club (Sucursal de Madrid), gegründeter Sportverein aus der spanischen Hauptstadt Madrid, der insbesondere durch seine Fußballabteilung bekannt wurde. Die erste Fußballmannschaft der Herren, die ihre Heimspiele bis September 2017 im Estadio Vicente Calderón austrug und seitdem im Estadio Metropolitano spielt, spielt zurzeit in der Primera División, der höchsten spanischen Spielklasse.
Die Vereinsfarben sind Rot und Weiß, so dass Spieler und Fans in Spanien als Los Rojiblancos bekannt sind. Zudem spielt die Mannschaft bei Heimspielen in rot-weiß-gestreiften Shirts und dunkelblauen Shorts. Der Klub trägt unter anderem den Spitznamen Los Colchoneros, was übersetzt so viel wie „Matratzenmacher“ bedeutet. Dieser Spitzname entstand, weil die damals meistverkaufte Matratze Spaniens rot-weiß gestreift war und die Vereinsfarben abbildete.
Wie die meisten spanischen Erstligavereine ist Atlético Madrid eine „Sport-AG“ (Sociedad Anónima Deportiva – S.A.D.). Mit 70,4 Prozent hält die „Atlético HoldCo S.A.“, in die Miguel Ángel Gil Marín und Enrique Cerezo 2021 ihre Aktien überführt haben, den größten Anteil am Verein, während „Quantum Pacific Capital“, das im Besitz des israelischen Unternehmers Idan Ofer ist, weitere 27,8 Prozent hält. Die wenigen restlichen Anteile werden von Kleinaktionären gehalten.
Größter Rivale der Rojiblancos ist Real Madrid und das zwischen beiden Vereinen ausgetragene Derby wird als Derbi madrileño bezeichnet.

## Geschichte

### 1903–1909: Gründung und Spaltung „Club Atlético de Madrid“ von „Athletic Club (Athletic de Bilbao)“
Atlético de Madrid (in Deutschland als „Atlético Madrid“ oder als „Athletic Madrid“ bekannt) ist ursprünglich 1903 aus dem Verein Athletic de Bilbao (offizieller Name „Athletic Club“) hervorgegangen. Anfangs waren die jungen Madrilenen gut mit den Spielern aus Bilbao befreundet und bildeten zusammen eine Mannschaft, die gleichfalls aus Leuten von Bilbao und aus Madrid bestand. Obgleich es noch keinen offiziellen Wettbewerb gab, wurde die kombinierte Mannschaft Meister ihrer Region und galt in der Öffentlichkeit als starke Mannschaft.
Am 8. April 1903 spielten die Akteure aus Bilbao ein Spiel im Copa del Rey, ohne einen Madrilenen zu berücksichtigen. Sie gewannen den Pokal und waren ihrerseits damit auch die beste Mannschaft Spaniens. Die Menschen und Spieler aus Madrid waren sehr erbost, dass sie nicht berücksichtigt worden waren und machten sich auf, einen eigenen Verein zu gründen. Am 26. April 1903 kam es zur Spaltung und der Gründung des neuen Vereins „Athletic Club de Madrid“. Die Mitgliedergebühr betrug damals zunächst zweieinhalb Peseten. Zugleich verständigte man sich mit dem Athletic Club aus Bilbao darauf, dass die beiden Vereine vorerst nicht konkurrieren sollten.
Der erste Vorstand bestand aus Enrique Allende (Präsident), Juan Zabala (Vizepräsident), Eduardo Acha (Sekretär), Enrique Goiri (Schatzmeister) und Javier Pena (Vizesekretär). Das Outfit der Mannschaft war ein zweifarbiges Trikot in blau und weiß, das in der Mitte vertikal voneinander getrennt war, während die Mannschaft aus Bilbao seinerzeit ein komplett schwarzes oder blaues Shirt trug.
Das erste Spiel bestritt der Athletic Club de Madrid am 2. Mai 1903 hinter den „Schlammwänden“ des „El Retiro“, in der Nähe von Vallecas (der Stadtteil, in dem heute Rayo Vallecano zuhause ist). Den Platz musste das Team mit anderen Mannschaften aus Madrid teilen.
1904 standen sich zum ersten Mal der „Club Atlético de Madrid“ und „Athletic de Bilbao“ in einem Freundschaftsspiel gegenüber. Ein Ergebnis wurde nicht ermittelt, da Madrid noch immer als ein Teil des Athletic Club de Bilbao angesehen wurde. Am 28. Februar 1905 bestritt man zwei Spiele gegeneinander: zuerst die jeweiligen Reservemannschaften, dann die ersten Mannschaften. Das Ergebnis lautete jeweils 1:1. Madrids damaliger ersten Mannschaft gehörten folgende Spieler an: Valls; Bisbal, Berrahondo; Normand, Lizarraga, Yarza II; Parages, Bisbal II, Plats, Revuelta und Yarza.
Am 2. Dezember 1903 gab es sogar drei Spiele gegeneinander, die wie folgt endeten:
- Athletic – Madrid: 1:0
- Madrid – Athletic: 2:0
- Athletic – Madrid: 5:0

Als wichtiges Datum gilt der 20. Februar 1907, da an diesem Tag der Club Atlético de Madrid als völlig unabhängig vom Athletic Club de Bilbao angesehen wurde. Der spanische Verband bestätigte diesen Vorgang offiziell. Der gesamte Vorstand wurde ausgetauscht und bestand fortan aus Ricardo de la Gronda (Präsident), Ramón de Arencibia (Vizepräsident), Abdon de Alaiza (Sekretärin), Pío García Novoa (Vizesekretärin), Tomas Murga (Schatzmeister), Hermenegildo García (Buchhalter). Der Status der Unabhängigkeit von Bilbao bedeutete, dass die Vereine untereinander kein gutes Verhältnis mehr zu pflegen hatten und jeder seinen eigenen Weg gehen konnte.

### 1910–1919: Änderung der Trikotfarben 1911, neues Stadion „Estadio de O’Donnell“ 1913 und erster Schritt zum Professionalismus 1919
Im Jahre 1911 änderte Madrid, kurz bevor auch Athletic Bilbao den Schritt unternahm, die Trikotfarben: von blau-weiß auf rot-weiße, vertikale Streifen und blaue Hosen. Juan Elorduy, Direktor im Verein und gleichzeitig Spieler, votierte seinerzeit für die Streifen; ironischerweise wurden diese Farben später auch von Athletic Bilbao übernommen. Am 22. Dezember kam es zum ersten Spiel in den neuen Farben um einen von Manuel Rodríguez Arzuaga gespendeten Pokal. Die Präsidentschaft wechselte erneut am 29. November 1912, als Julián Ruete Vinuesa den Vorsitz übernahm. Sein enormer Einsatz und die gute Arbeit in der Vereinsführung ließen den Verein stetig wachsen und sorgten dafür, dass sogar ein neues Stadion errichtet werden konnte.
Das erste Spiel im neuen „Estadio de O’Donnell“ konnte am 9. Februar 1913 ausgetragen werden. Das Spielfeld lag an der Kreuzung der O’Donnell Straße / Ibiza Straße und seitlich der Straßen Narváez und Lope de Rueda. Es war sogar das erste eingezäunte Spielfeld Spaniens und bot Platz für insgesamt 10.000 Besucher, ein Luxus in der damaligen Zeit. Zusätzlich zum Fußballfeld gab es zwei Tennisplätze und je einen Platz für Hockey und Baseball.
In den Jahren 1913 und 1914 verfügte Athletic de Madrid über eine gute Mannschaft, die viele Triumphe erreichte. In zwei Spielen gegen Sevilla wurden 19 Treffer erzielt und Sporting Lissabon mit 3:1 besiegt; Real Madrid verlor damals die meisten direkten Duelle.
Wichtige Akteure dieser Ära waren Beguiristain, Iturbe, Belaunde, Buylla, Villaverde, Muguruza. Dennoch hatte das Team Pech in der Jahresmeisterschaft 1916. Athletic Madrid stand Real Madrid (mit Akteuren wie Goicoechea, Iureta, Santiago Bernabéu, und Montenegro) gegenüber und verlor 3:2, auch wegen der zweifelhaften Entscheidungen des Schiedsrichters, wie damals überliefert wurde. Einige Athletic Fans hatten daraufhin sogar versucht, den Referee anzugreifen.
Die Differenzen zwischen Real Madrid und Atlético de Madrid waren schon damals recht ausgeprägt, wenngleich es meistens eine „faire“ Rivalität sportlicher Natur war. Beispielhaft dafür war das Ausleihgeschäft des Spielers Luis Belaunde, der vor dem Halbfinale der Copa del Rey von Athletic zu Real ging.
Im Jahre 1917 lief es weniger gut für Atlético de Madrid, viele Spiele gegen Real und Athletic Bilbao gingen verloren. Ein Jahr später ging es vor allem dank dem überragenden Manuel Gomar wieder aufwärts, er trug entscheidend zum Sieg über Real 1918 bei. Auch Athletic de Bilbao konnte in einem Freundschaftsmatch bezwungen werden und so zählte Atlético de Madrid wieder zu den besten Teams des Landes.
Der erste Schritt zum zunehmenden Professionalismus im spanischen Fußball wurde 1919 eingeleitet, als Atlético den englischen Fußballtrainer Pentland verpflichtete, dem es gelang, eine große Anzahl von Spielern in der B-Mannschaft zu formen und die Akteure später erfolgreich in die erste Mannschaft zu integrieren.

### 1920–1929: Neues Stadion „Estadio del Metropolitano“ 1923 und Debüt in der spanischen Fußballliga 1926/27
Im Jahr 1920 errang eine spanische Fußballmannschaft die olympische Silbermedaille; fester Bestandteil des Teams war Atléticos Pancho Belauste. Ein anderer englischer Trainer, Hayes, übernahm die erste Mannschaft und bekam mit der damaligen Spielerlegende einen angesehenen Mitarbeiter im Hintergrund.
1922 lautete das wichtigste Ziel, an der regionalen Meisterschaft teilzunehmen, was der Mannschaft auch gelang. Am 13. Mai 1923 wurde das neue Stadion „Metropolitan“ („Stadium Metropolitano“) mit einem Freundschaftsspiel gegen Real Sociedad (2:1-Sieg) eingeweiht.
1924 wurde ein neues Match ins Leben gerufen: „Copa del Madrid“. Das Spiel zwischen Atlético und Real Madrid ging mit 2:6 verloren, Real Madrid gewann in diesem Jahr auch die Regionalmeisterschaft.
Im Jahr danach triumphierte Athletic in der Regionalmeisterschaft und dank dieses Erfolge konnte die Mannschaft in der Copa del Rey teilnehmen, wo sie im Halbfinale dem FC Barcelona gegenüberstand. In Barcelona verlor das Team mit 2:3, zuhause behielt Atlético mit 2:1 die Oberhand. Das Entscheidungsspiel zur Ermittlung des Finalisten gewann jedoch der FC Barcelona in Saragossa.
Die Saison 1925/26 beendete Atlético an zweiter Stelle der Regionalmeisterschaft. Da der spanische Verband die Teilnehmerzahl für die Copa del Rey erhöhte, durfte Athletic dort erneut antreten. Nachdem zunächst der FC Cartagena und Betis Sevilla besiegt worden waren, kam es im Halbfinale zum Duell gegen Celta de Vigo. Auch hier setzte sich Madrid mit 3:2 durch und stand damit erstmals im Endspiel.
Am 16. Mai 1926 stand Athletic in Valencia dem FC Barcelona mit folgendem Team gegenüber: Javier Barroso; Pololo, Alfonso Olaso; Marin, Tuduri, Burdiel; De Miguel, Triana, Palacios, Cosme und Luis Olaso. Man lag nach Treffern von Palacios und Cosme bereits mit 2:0 in Führung, ehe der FC Barcelona zum 2:2 ausgleichen konnte. Acht Minuten vor Spielende gelang Palacios die erneute Führung, doch dem Treffer wurde vom Schiedsrichter die Anerkennung versagt, da Luis Olaso mit dem Ball bereits die Torauslinie überschritten haben sollte. In der Nachspielzeit erzielte Paulino den Treffer zum 3:2-Endstand für den FC Barcelona.
Vor der Saison 1926/27 kamen die spanischen Vereine zusammen, um sich erste Gedanken über die Gründung einer Fußballliga nach englischem Vorbild zu machen. Dem spanischen Verband schwebten drei Ligen mit jeweils neun Vereinen vor, die nach geografischen Gesichtspunkten eingeordnet werden sollten. Am 23. November 1928 wurde diese Vereinbarung schriftlich fixiert. Die erste Liga bestand fortan aus zehn Mannschaften: den sechs Gewinnern der „Copa España“, den drei Finalisten (einer von ihnen war Athletic) und dem Sieger eines Entscheidungsspiels.
Diese erste Liga wurde durch Athletic Bilbao, den FC Barcelona, Real Madrid, Arenas Club de Getxo, Real Unión Irún, Real Sociedad San Sebastián, Espanyol Barcelona, Athletic Madrid, CE Europa und Racing Santander vertreten, während in der zweiten Liga der FC Valencia, Celta Vigo, Deportivo La Coruña, der FC Sevilla, Real Oviedo, Sporting Gijón, Iberia, Deportivo Alavés, Betis Sevilla und Racing Club de Madrid an den Start gingen.
Mit folgender Mannschaft ging Athletic in diese erste Ligasaison: Martínez, Messeger, Hucha, Urcelay; A. Moriones, Alfonso Olaso; Zulueta, Lafuente, Santos, Ordonez, Arteaga, Arcadio; Lecube, Marin, Palacios, Cosme, Luis Olaso, Arete Illera, Vazquez, De Miguel, Gonzalez, Mazarrosa, Zabala und Conde. Am 10. Februar 1929 erfolgte der Start dieser neuen Liga und Athletic Madrid gewann das erste Spiel – in Bilbao – mit 3:2. Am Ende stand ein 6. Platz in der Liga zu Buche. Am Ende der folgenden Saison 1929/30 stand aufgrund des letzten Platzes in der Schlusstabelle der Abstieg in die Segunda Division.

### 1930–1939: Bürgerkrieg 1936, Fusionierung zu „Athletic Aviación Club“ 1939 und erster Meistertitel

Leistungen des Atlético Madrid in der Liga 1929-heute

Die erste Saison in der Segunda beendete Athletic punktgleich mit Sevilla auf dem zweiten Platz; drei Punkte hinter Valencia, das damit aufstieg.
Die Erwartungshaltung vor der Saison 1931/32 war sehr groß, da für 20.000 Peseten (für damalige Verhältnisse eine enorme Summe) mit Arteche ein Topspieler eingekauft wurde. Trotzdem konnte das Team die Erwartungen nicht erfüllen und als Konsequenz trat der Präsident am 30. November 1931 zurück.
Vor der Saison 1932/33 ernannte der neue Präsident Antonio de Miguel zum neuen Trainer. Seine Aufgabe bestand darin, die Mannschaft zum ersten Platz und damit zum Aufstieg in die Primera Division zu führen. Obwohl das Team insgesamt eine gute Runde spielte, wurde das Ziel verfehlt und Oviedo stieg mit drei Punkten Vorsprung auf.
In der folgenden Saison errang Sevilla den Titel, während Athletic erneut nur 2. wurde, mit drei Punkten Rückstand auf die Spitze. Da aber der spanische Verband am 16. Juli 1934 die Aufstockung der ersten Liga auf zwölf Vereine beschloss, stieg auch Athletic auf und feierte das Comeback in der Primera División.
Das erste Jahr nach der Rückkehr in die höchste Spielklasse wurde mit dem 7. Tabellenplatz abgeschlossen.
Vor dem Spieljahr 1935/36 bestritt Athletic eine kräftezehrende Vorbereitung mit Testspielen in Argentinien und Brasilien und lag in der Saison zwischenzeitlich auf dem 12. Tabellenplatz.
1936 begann der Spanische Bürgerkrieg. Als Konsequenz konnten bis 1939 keine offiziellen, amtlichen Fußballspiele ausgetragen werden. Kurz bevor das Spieljahr 1939 beginnen sollte, stellte Athletic fest, dass die finanziellen Mittel nicht ausreichten, um eine Mannschaft für den Spielbetrieb zu stellen. Die Spieler konnten nicht ausbezahlt werden und alles deutete auf einen automatischen Abstieg aus der ersten Liga hin. In dieser Situation hörte man im Vereinsumfeld von einem Team aus Soldaten der Luftwaffe, die zwar eine gute Mannschaft darstellten, jedoch vom spanischen Verband nicht die Zustimmung bekamen, in der ersten Liga zu spielen. Nach einigen Gesprächen und Verhandlungsrunden wurde 1939 ein Abkommen getroffen, die beiden Mannschaften von Athletic und Aviacion zusammenzulegen, die dann als Athletic Aviación Club firmierten.
Die erste Saison nach dem Bürgerkrieg musste Athletic Madrid in der zweiten Liga beginnen, da die letzte regulär zu Ende gegangene Meisterschaftsrunde nur auf dem 11. Platz beendet wurde. Da Oviedo wegen Problemen mit deren Spielfeld nicht antreten konnte, baten sie um Freistellung durch den Verband für eine Saison. Den nun frei gewordenen Startplatz sollte der Sieger des Entscheidungsspiels Athletic Aviación gegen Osasuna zugesprochen bekommen. Am 26. November kam es in Valencia zu diesem Match, das Athletic Aviación mit 3:1 für sich entschied.
In der folgenden Erstligasaison gewann Athletic Aviación – erstmals in der Vereinsgeschichte – den Meistertitel mit einem Punkt Vorsprung vor Sevilla.

### 1940–1949: Namensänderungen „Club Atlético de Madrid“ 1946, Transferpolitik und nationale Titelentscheidungen
Eine Saison später, 1940/41, gewann Athletic erneut den Titel. Außerdem holte sich Stürmer Pruden Sánchez die Torjägerkanone. Aufgrund des Verbots von ausländischen Namensbestandteilen änderte Athletic im Januar 1941 den Vereinsnamen in „Club Atlético de Aviación“. Manuel Gallego wurde neuer Vereinsvorsitzender.
In der kommenden Saison stand Pruden Sánchez dem Verein nicht mehr zur Verfügung, da ihm Atlético kein neues Vertragsangebot machte. Er ging zu UD Salamanca und hinterließ eine Lücke, die von den anderen Angreifern nicht geschlossen werden konnte. In der Folge schloss Atlético die Saison auf dem dritten Platz ab.
Für die Spielzeit 1942/43 verstärkte sich Atlético mit zwei Akteuren von Hércules Alicante: Adrover und José Luis Riera, der sich als stämmiger Verteidiger einen Namen machte. Trotzdem sprang in der Liga nur ein achter Platz heraus. Infrastrukturell brachte die Saison die Renovierung des Stadions, in dem ein neuer Rasen verlegt und eine Leichtathletikbahn installiert wurde.
Nachdem zur Saison 1943/44 einige Neuzugänge den Weg zu Atlético gefunden hatten, kehrte der Erfolg zurück und der Verein schloss als Zweiter hinter Meister Valencia ab. In der darauf folgenden Saison wurde Atlético Dritter. Einen erneuten Rückschlag brachte die Saison 1945/46 mit sich, in der die Mannschaft nur Tabellenplatz 7 erreichte.
1946 wurde Juan Touzón neuer Vereinspräsident. Am 14. Dezember desselben Jahres beantragte das spanische Luftwaffenministerium, dass der Verein die Nutzung des Namensbestandteils „Aviación“ aufgeben möge. Die Vereinsführung dankte der Luftwaffe für die jahrelange Zusammenarbeit und beschloss einstimmig die Umbenennung in „Club Atlético de Madrid“. Die Namensänderung wurde am 14. Januar 1947 wirksam und brachte auch ein neues Vereinswappen mit sich, das an das ursprüngliche von 1917 erinnert. In der Liga sprang indes ein weiterer dritter Platz in der Endabrechnung hinaus. 1947 wurde Cesáreo Galíndez Präsident von Atlético.
Von hohen Erwartungen war die Saison 1947/48 begleitet, da Atlético mit dem Kauf von Vidal einen neuen Ablöserekord (450.000 Peseten) aufstellte. Das Team wurde den Erwartungen auch größtenteils gerecht und lief auf dem dritten Platz hinter Celta Vigo und dem FC Barcelona ein.
Bevor der Anpfiff zur Spielzeit 1948 erfolgte, verstärkte sich Atlético mit Marcel Domingo, der seinerzeit als bester französischer Torhüter galt. Außerdem kam die „schwarze Perle“ Larbi Ben Barek, ein begabter Marokkaner. Viele Niederlagen in Schlüsselspielen verhinderten ein besseres Abschneiden, zudem musste Antonio Vidal seine Karriere beenden. Ein etwas enttäuschender vierter Platz stand am Saisonende zu Buche.
Vor der folgenden Saison fand erneut eine Zäsur statt – neben einigen Spielerzukäufen heuerte mit Helenio Herrera auch ein neuer Coach an, dem die klare Aufgabe „Titelgewinn“ gestellt wurde. Höhepunkt dieser Spielzeit war das spektakuläre 6:6 gegen Athletic de Bilbao. Dank der Arbeit Herreras (auch „Magic H.“ genannt) und einem Larbi Ben Barek in bester Form gewann die insgesamt überzeugend aufspielende Mannschaft den Titel.

### 1950–1959: Diverse Entscheidungen in nationalen Wettbewerben
Am 15. April 1950 kaufte der damalige Präsident Cesáreo Galindez Sanchez das „Estadio del Metropolitano“ für 11,8 Millionen Peseten (umgerechnet ca. 70 Millionen Euro).
Abermals gelang in der Spielzeit 1950/51 die Titelverteidigung, was das Ergebnis einer wie entfesselt spielenden Mannschaft war. Darüber hinaus wurde der Pokal „Martini-Rossi“ gewonnen, der zwischen dem Team mit den meisten geschossenen Treffern und am wenigsten kassierten Treffer ausgespielt wurde.
Atlético ließ in der Folge einige Akteure ziehen und versäumte es, für äquivalenten Ersatz zu sorgen. Die Torhüterposition wurde nicht richtig besetzt bzw. unterschätzt. Obwohl die Torhüter ständig verletzt waren und demzufolge nie ihr wahres Leistungspotenzial abrufen konnten, wurde auf den Kauf neuer Torleute verzichtet. Dies war wohl auch ein Grund für den ein wenig enttäuschenden 4. Platz am Saisonende.
In der Folgesaison verhinderten abermals viele Verletzungen von Leistungsträgern ein besseres Abschneiden als den 7. Platz. In der folgenden zwei Spielzeiten konnten keine Leistungssteigerungen verbucht werden; in der Endabrechnung reichte es letztlich nur zum 9. bzw. 8. Platz.
Im Jahre 1954 begann Atlético, den Komfort des Stadions sukzessiv zu verbessern. Der erste Abschnitt wurde am 19. September abgeschlossen.
Nachdem Atlético zwei Spielzeiten in Folge nur 5. geworden war, wurde als eine der Maßnahmen, um das Team wieder nach oben zu führen, der Transfer des ungarischen Spielers Peter umgesetzt, der vor der Saison 1957/58 zur Mannschaft stieß. In der Folge fand Atlético auf die Erfolgsspur zurück und wurden am Ende der Spielzeit mit drei Punkten Rückstand Zweiter hinter Real Madrid.
Die letzten Jahre der 1950er Jahre waren von dem Bemühen geprägt, eine „Starmannschaft“ aufzubauen. Ein Beweis der großen Ambitionen war der Transfer des brasilianischen Ausnahmespielers Edval Izidio Neto, genannt „Vavá“. Er war Stürmer der brasilianischen Nationalmannschaft, die 1958 in Schweden die Weltmeisterschaft gewann.
Aufgrund der Tatsache, dass Real Madrid am Ende der Spielzeit 1957/58 sowohl den Landesmeisterpokal als auch die nationale Meisterschaft gewonnen hatte qualifizierte sich Atlético als Liga-Zweiter ebenfalls für die folgende Ausgabe des Europapokal der Landesmeister. Das erste europäische Match gegen den irischen Meister Drumcondra FC wurde mit 8:0 gewonnen. Atléticos Debut-Kampagne im Europapokal der Landesmeister endete durch eine 1:2-Niederlage im Halbfinale gegen Stadtrivale und Titelverteidiger Real Madrid. Die nationale Liga wurde auf dem fünften Platz beendet, womit eine erneute Qualifikation für den Landesmeisterpokal verpasst wurde.
Vor Beginn der Spielzeit 1959/60 verstärkte sich Atlético mit neuen Spielern, um die Mannschaft in der Breite ausgeglichener zu machen und für neue Aufgaben zu rüsten. Zu den wichtigsten Neuzugängen gehörte dabei Mittelfeldspieler Adelardo Rodríguez, der sich im Anschluss zur Vereinslegende entwickeln sollte. Zudem wurde im Oktober 1959, nach der Entlassung von Ferdinand Daučík, Real Madrids Ex-Erfolgstrainer José Villalonga als neuer Coach angeheuert. Trotz der ambitionierten personellen Veränderungen beendete die Mannschaft die Saison nur auf dem 5. Platz. Im spanischen Pokal schaffte man es dafür bis ins Finale. Im Endspiel am 26. Juni standen die Colchoneros dort dem Dauerrivalen Real Madrid gegenüber, gegen den man sich in dessen Heimstadion mit 3:1 durchsetzte, womit man erstmals die Copa del Generalísimo gewann.

### 1960–1969: Erster Europacupsieg 1962 und diverse heimische Titel
Die folgende Saison beendete Atlético auf dem zweiten Platz hinter Real Madrid. Im nationalen Pokal, wo Atlético Titelverteidiger war, kam die Mannschaft unterdessen ins Finale. In einer Neuauflage des Endspiels vom Jahr zuvor traf man erneut im Estadio Santiago Bernabéu auf Stadtrivale Real Madrid, welches im Anschluss mit 3:2 bezwungen werden konnten, womit die Rojiblancos ihre zweite Copa del Generalísimo in Folge gewannen.
Das Spieljahr 1961/62 schloss Atlético auf dem dritten Platz ab, siegte jedoch im Europapokal der Pokalsieger. Nach erfolgreichen Spielen gegen Sedan, Leicester, Bremen und Motor Jena stand man dem AC Florenz im Finale gegenüber. Das Finale von Glasgow endete 1:1; das Entscheidungsspiel in Stuttgart – und damit den ersten europäischen Titel der Vereinsgeschichte – gewann Atlético mit 3:0.
Die Spielzeit nach diesem Triumph schloss Atlético auf dem zweiten Platz ab. Im Pokalsieger-Cup, wo der Titelverteidiger automatisch startberechtigt war, erreichten die Rojiblancos das Endspiel. Dieses fand am 15. Mai 1963 gegen Tottenham Hotspur in Rotterdam statt; die Engländer triumphierten mit 5:1. Nach der Saison verließ Trainer Villalonga die Colchoneros nach vier erfolgreichen Jahren wieder um spanischer Nationaltrainer zu werden. Neuer Atlético-Trainer wurde Villalongas bisheriger Assistenztrainer Rafael García „Tinte“.
Während der Spielzeit 1963/64 fand ein Wechsel in der Vereinsspitze statt, bei dem Vicente Calderón neuer Präsident Atléticos wurde. Ebenfalls in diesem Jahr tauchte Luis Aragonés zum ersten Mal im Mannschaftskader auf. Die Saison wurde auf dem 7. Platz beendet.
Am 6. Januar 1965 feierte Atlético den Abschied von Alberto Callejo, der 15 Jahre für den Club gespielt hatte und zudem spanischer Nationalspieler gewesen war.
Als Atlético im Halbfinale des Messepokals Juventus Turin gegenüberstand, endeten die beiden Spielen mit einem 3:1-Sieg sowie einer 1:3-Niederlage. Aufgrund dessen gab es ein Entscheidungsspiel, das in Turin stattfand und von Atlético mit 0:2 verloren wurde. Nach einem zweiten Platz in dieser Saison konnte der Club durch einen 2:0-Sieg gegen Saragossa den Copa del Rey gewinnen.
In der Saison 1965/66 gelang Atlético in der Liga nach 15.-jähriger Durststrecke die Rückkehr an die nationale Spitze. Durch den Gewinn des fünften Meistertitels qualifizierte man sich zudem zum zweiten Mal nach 1957/58 wieder für den Europapokal der Landesmeister. In den K.-o.-Wettbewerben war dagegen jeweils vorzeitig durch 1:2-Niederlagen im Viertelfinale Schluss. Im nationalen Pokal, in dem man als Titelverteidiger spielte, scheiterte man dabei an Atlético de Bilbao und im Europapokal der Pokalsieger an Borussia Dortmund.
Die Zielsetzung „Titelverteidigung“ verfehlte Atlético in der nächsten Spielzeit. Stattdessen wurde die Liga auf dem vierten Platz beendet. Im spanischen Pokal unterlag man mit 1:3 einmal mehr im Viertelfinale Atlético de Bilbao. Im Europapokal der Landesmeister kam man bis in die 2. Runde, wo man im Entscheidungsspiel mit 2:3 nach Verlängerung dem serbischen Verein FK Vojvodina unterlag.
Im Sommer 1967 verkaufte Atlético den Stürmerstar Mendoza, welcher seit 1958 für die Rojiblancos gespielt hatte, an den FC Barcelona, was große Proteste der Fangemeinde nach sich zog. Die Spielzeiten 1967/68 und 1968/69 blieben jeweils titelos und die Liga wurde beide Male auf dem 6. Platz beendet.
Für die Saison 1969/70 wurde der ehemalige Torhüter Marcel Domingo als neuer Trainer verpflichtet. Dieser konnte im Anschluss sofort die Meisterschaft gewinnen, womit Atlético sich nach 1958 und 1966 zum dritten Mal für den Europapokal der Landesmeister qualifizierte. Zudem wurde Domingo durch den Titelgewinn zur ersten Person, die sowohl als Spieler als auch Trainer Meister mit den Colchoneros wurde.

### 1970–1979: Stadionumbenennung in „Estadio Vicente Calderón“, Europacupfinale 1974 und Weltpokal 1975
In der Saison 1970/71 misslang Atlético die Titelverteidigung und die Liga wurde auf dem dritten Platz abgeschlossen. Durch das Erreichen des dritten Platzes qualifizierte man sich immerhin für die erste Ausgabe des neu eingeführten UEFA-Pokals. Im Europapokal der Landesmeister kam die Mannschaft nach dem frühen Aus 1967 dieses Mal wie 1959 bis ins Halbfinale. Dort scheiterte sie mit 1:3 jedoch an Ajax Amsterdam, womit die Reise in Europa beendet war.
Am 14. Juli 1971 erfolgte die Entscheidung für die Umbenennung des Stadions in Estadio Vicente Calderón. Die offizielle Einweihung erfolgte am 23. Mai 1972 mit einem Länderspiel zwischen Spanien und Uruguay.
Nachdem Atlético die Spielzeit 1971/72 zunächst unter Trainer Domingo begonnen hatte, wurde dieser noch vor Jahresende durch Max Merkel abgelöst. Unter dem Österreicher gelang am Ende der Saison der Einzug ins Pokalfinale, in welchem man am 8. Juli 1972 auf den FC Valencia traf. Das Spiel konnte dank Toren von Salcedo und Gárate mit 2:1 gewonnen werden, womit Atlético die insgesamt vierte Copa del Generalísimo gewann. Durch den Copa-Gewinn qualifizierte man sich für die nächste Ausgabe des Europapokals der Pokalsieger. Im UEFA-Pokal, dem anderen K.-o.-Wettbewerb, war für die Mannschaft durch eine Niederlage gegen Panionios Athen gleich in der 1. Runde Schluss. Die Meisterschaft beendete man unterdessen auf dem vierten Platz.
In der Folgesaison misslang die Verteidigung des Pokals und man schied bereits in der fünften Runde aus. Dafür gelang der Gewinn der siebten Meisterschaft der Vereinsgeschichte, womit man sich ein weiteres Mal für den Europapokal der Landesmeister qualifizierte. Im Europapokal der Pokalsieger scheiterte man frühzeitig im Achtelfinale an Spartak Moskau.
Nachdem er sich in der Presse herablassend über Spanien geäußert hatte, wurde Erfolgstrainer Merkel 1973 nach zwei Jahren Tätigkeit als Trainer der Rojiblancos entlassen und durch den Argentinier Juan Carlos Lorenzo ersetzt.
Die Saison 1973/74 unter Trainer Lorenzo sollte trotz letztendlicher Titelosigkeit zu einer der leistungsstärksten der Vereinsgeschichte werden. Im nationalen Pokal kam man bis ins Halbfinale, in welchem man mit 2:3 knapp dem FC Barcelona unterlag. In der Liga scheiterte zwar die Titelverteidigung, aber dennoch reicht es zur Vizemeisterschaft, hinter einem mit 10 Punkten enteilten FC Barcelona. Im Europapokal zog der Verein nach Siegen über Galatasaray Istanbul, Dinamo Bukarest, Roter Stern Belgrad und Celtic Glasgow ins Finale gegen den FC Bayern München ein. Da im Endspiel in Brüssel in den ersten 90 Minuten kein Tor fiel, folgte eine Verlängerung, die nach einem Freistoßtreffer durch Luis Aragonés in der 114. Minute und dem Ausgleich des FC Bayern durch einen Fernschuss von Georg Schwarzenbeck fünf Minuten später Unentschieden endete. Das Wiederholungsspiel zwei Tage später gewann der FC Bayern mit 4:0 deutlich.
Nach der Saison 1973/74 verkündete Vereinslegende Luis Aragonés nach 11 Jahren seinen Abschied vom Verein. Aragonés hatte in den Jahren zuvor maßgeblich zum Erfolg der Rojiblancos beigetragen und war zwischenzeitlich Rekordtorschütze des Vereins geworden.
Die Saison 1974/75 wurde ähnlich ereignisreich wie die vorherige. Eine Besonderheit der Spielzeit war, dass, weil Euorpapokal-der-Landesmeister-Gewinner Bayern München auf eine Teilnahme verzichtete, Finalist Atlético an dessen Stelle im Frühjahr 1975 im Weltpokal antreten durfte. Im November 1974 kam es allerdings zunächst zu einem Wechsel auf der Trainerposition. So wurde Übungsleiter Lorenzo aufgrund schwacher Leistungen, inklusive eines Aus in der 2. Runde des UEFA-Pokal, durch Vereinslegende Luis Aragonés ersetzt. Auch unter diesem konnte in der Liga allerdings nicht das Level der vorherigen Saison erreicht werden und man schaffte es lediglich auf den 6. Platz. Im Weltpokal setzte man sich dafür nach Hin- und Rückspiel mit 2:1 gegen Copa Libertadores-Gewinner Independiente durch. Auch erreichten die Colchoneros am Ende der Spielzeit ihr erstes Copa-Finale seit 1972. Dort traf man auf Lokalrivale Real Madrid gegen das man mit 3:4 im Elfmeterschießen verlor. Da Real Madrid neben dem Pokal auch die Meisterschaft gewann, qualifizierte Atlético sich als Pokal-Finalist für die nächste Ausgabe des Europapokals der Pokalsieger.
Auf den 6. Platz im Jahr zuvor folgte 1975/76 eine deutliche Verbesserung der Leistungen, die am Ende der Spielzeit in einen dritten Tabellenplatz mündete. Im Pokal konnte unterdessen erneut das Finale erreicht werden, wo man im Anschluss Real Saragossa mit 1:0 bezwang und sich die fünfte Copa del Generalísimo der Vereinsgeschichte sicherte sowie das zweite Jahr in Folge für den Europapokal der Pokalsieger qualifizierte. In der aktuellen Ausgabe kam die Mannschaft unterdessen bis in die 2. Runde, wo sie Eintracht Frankfurt unterlag.
1976/77 misslang die Titelverteidigung im nationalen Pokal durch eine 1:2-Achtelfinalniederlage gegen den FC Sevilla. Dafür gelang der Gewinn des achten Meistertitels der Vereinsgeschichte. Durch den Gewinn der Meisterschaft wurde Trainer Aragonés nach Marcel Domingo 1970 zum zweiten Colchonero der sowohl als Spieler als auch Trainer die Meisterschaft gewann. Im Europapokal der Pokalsieger führte der Weg bis ins Halbfinale, wo man dann am Hamburger SV scheiterte.
In der nächsten Saison zog Atlético nach Siegen über Bukarest und Nantes ins Viertelfinale des Landesmeisterpokals ein. Dort trafen die Rojiblancos auf den FC Brügge unter Ernst Happel, welchem man mit 3:4 knapp unterlag. Die Saison schloss Atlético auf dem 6. Platz ab und verfehlte somit die Qualifikation für einen europäischen Wettbewerben. Nach der Saison verabschiedete sich Trainer Aragonés nach vier erfolgreichen Jahren vorerst von den Colchoneros und wurde abgelöst durch den Uruguayer Héctor Núñez.
Die Folgesaison startete Unruhig. Neutrainer Núñez überwarf sich mit dem Brasilianer Luiz Pereira und nach fünf Spieltagen trennte der Verein sich vom Uruguayer. Die Nachfolge trat kurzfristig Ex-Trainer Aragonés an. Dieser stand bei fünf Spielen der Rojiblancos an der Seitenlinie, bevor Ferenc Szusza das Traineramt übernahm. Unter Szusza beendete Atlético die Spielzeit auf dem 3. Platz, womit man sich für den UEFA-Pokal qualifizierte.
In der Spielzeit 1979/80 schied die Mannschaft in der ersten Runde des UEFA-Pokals aus und erreichte in der Meisterschaft nur den 13. Platz.

### 1980–1989: Europacup-Finale 1986 und Beginn der Ära Jesús Gil 1987

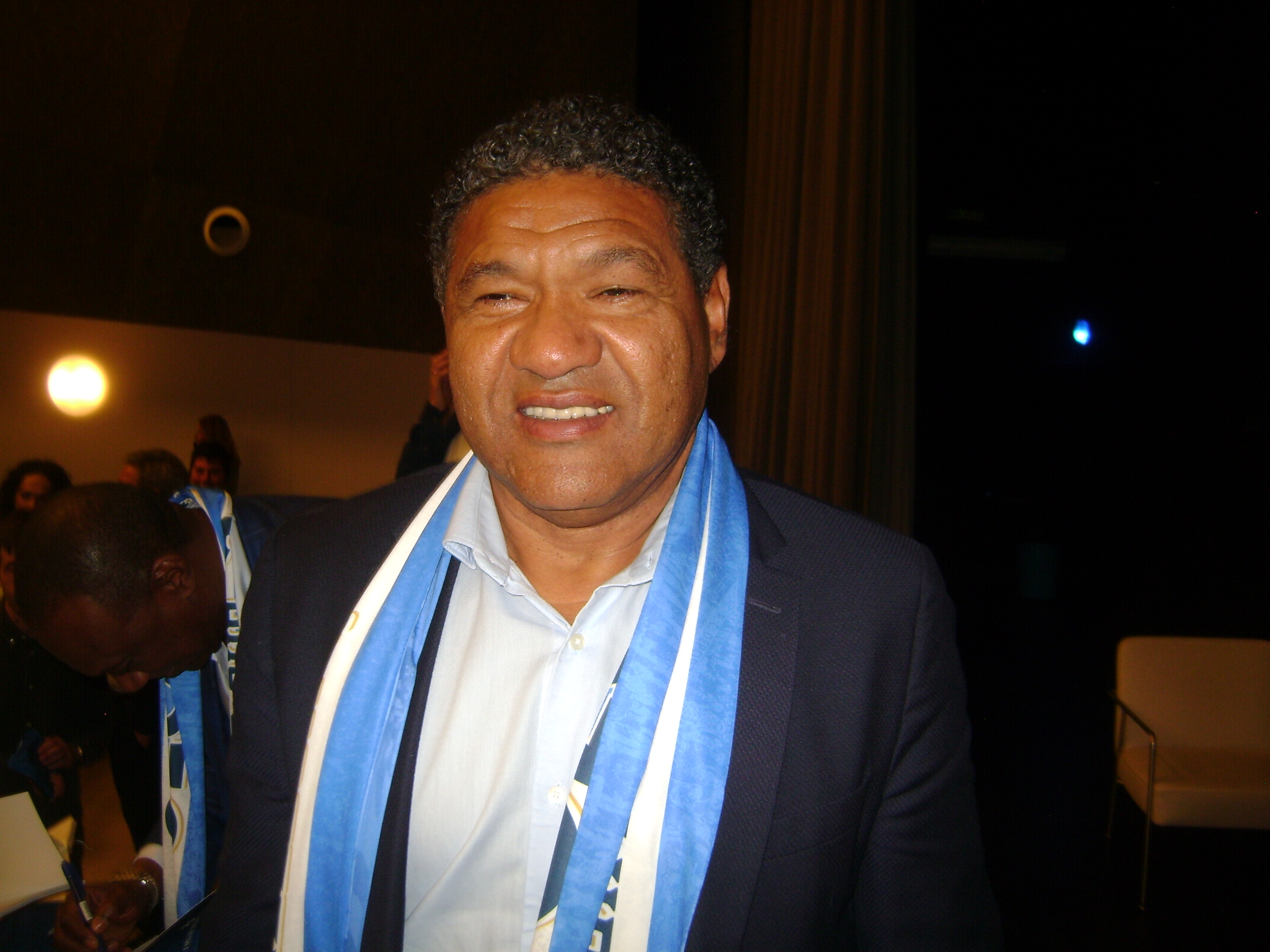
Donato, Vereinsspieler zwischen 1988 und 1993.

Vor der Saison 1980/81 gab es aufgrund der vorherigen schlechten Platzierungen einige Veränderungen in der Mannschaft. Als Resultat sprang ein dritter Platz in der Liga heraus. Abermals gelang damit die Qualifikation für den UEFA-Pokal. Doch wiederum war in der ersten Runde Schluss, Madrid schied gegen die Portugiesen von Boavista aus. Ein achter Platz in der Liga konnte ebenfalls nicht überzeugen.
Erneut schied Atlético bereits in der ersten Runde des UEFA-Pokals aus. Der Niederländische Vertreter FC Groningen erwies sich in zwei Spielen besser als die favorisierten Madrilenen. In der Liga wurde mit dem 4. Rang immerhin die erneute Qualifikation für den Europapokal sichergestellt. 1984/85 sprang ebenfalls nicht mehr als die 1. Runde im UEFA-Pokal heraus. Dennoch war es eine gute Spielzeit, da die Copa del Rey gewonnen wurde und man in der Meisterschaft auf einem guten 2. Platz landete.
Mehr Erfolg hatte Atlético im Europäischen Pokalsiegercup. Das Finale wurde erreicht und am 2. Mai wartete Dynamo Kiew in Lyon. Die Mannen von Trainerlegende Walerij Lobanowskyj waren den Rojiblancos überlegen und holten mit einem 3:0 den Titel in die heutige ukrainische Hauptstadt (damals UdSSR). Die Belastungen im Europokal gingen am Ligaalltag nicht spurlos vorbei, mehr als ein fünfter Rang war nicht drin.
Das Jahr 1987 bedeutete eine Zäsur für den gesamten Verein. Zunächst starb Präsidenten-Idol Vicente Calderón, woraufhin Javier Castedo Alvarez kurzzeitig den Vereinsvorsitz übernahm. Bei den Präsidentschaftswahlen am 27. Juni setzte sich jedoch Jesús Gil durch, der eine neue Ära einleitete.
Die Zielsetzung von Gil war der Aufbau eines noch stärkeren Teams, zu diesem Zweck wurde vor der Spielzeit 1988/89 der brasilianische Angreifer Baltazar vom Liga-Konkurrenten Celta Vigo verpflichtet. Der Erfolg dieser Verpflichtung hielt sich allerdings in Grenzen, erneut konnte am Manzanares kein Titelgewinn gefeiert werden, wenngleich das Team davon nicht weit entfernt war.

### 1990–1999: Meistertitel, Pokal, Teilnahme an der UEFA Champions League und Abstieg
Kein Titel, aber einen Weltrekord stellte Atlético in der Saison 1990/91 auf. Torwart Abel Resino blieb 1275 Minuten ohne Gegentor und überbot damit den alten Rekord der italienischen Torwartlegende Dino Zoff. Noch heute hat der Rekord von Resino Bestand. Unterdessen hielt Jesús Gil an seiner Politik fest, hochkarätige Spieler ins Estadio Vicente Calderón zu holen. Neben Topspielern wie Bernd Schuster wurde auch überraschend der Österreicher Gerhard Rodax verpflichtet, der in der Saison 1989/90 mit 35 Toren als drittbester Torschütze Europas ausgezeichnet wurde. Die ersten Erfolge zeigten sich 1991 mit dem Gewinn der Copa del Rey, durch einen 1:0-Sieg über Mallorca, und dem Gewinn der Vizemeisterschaft. Stürmer Manolo gewann zudem die Pichichi-Trophäe als bester Torschütze der Liga mit 27 Treffern.
Der Pokal wurde in der folgenden Saison 1991/92 durch ein 2:0 gegen Real Madrid verteidigt.
Im Juli 1992 wurde die Lizenzspielerabteilung ausgegliedert, der Zusatz „S.A.D.“ (Sociedad Anónima Deportiva) wurde dem Vereinsnamen hinzugefügt. Der komplette Name des Vereins lautete fortan „Club Atlético de Madrid S.A.D.“. Am 17. September 1992 starb mit Larbi Ben Barek, der unter dem Spitznamen die „schwarze Perle“ bekannt geworden war, einer der größten Spieler in Atléticos Geschichte.
Die Spielzeiten 1993/94 und 1994/95 blieben ohne herausragende Ereignisse. 1995 holte Gil den Serben Radomir Antić und strukturierte die Mannschaft erneut um. Das Team startete mit neun Siegen und zwei Unentschieden gut in die Liga, hielt den Vorsprung und sicherte sich vor dem FC Barcelona die Meisterschaft. Atlético holte in dieser Saison noch den Copa del Rey und schaffte somit das Double.
In der Saison 1996/97 spielte Atlético erstmals in der 1992 gegründeten Champions League. Die erste Gruppenphase wurde souverän gemeistert, im Viertelfinale schied das Team nach einem 1:1 im Hinspiel und einer 2:3-Heimniederlage nach Verlängerung gegen Ajax Amsterdam aus. Die Liga wurde auf dem dritten Platz abgeschlossen.
Die Verpflichtung des Italieners Arrigo Sacchi als Coach stellte sich bald als Fehler heraus. Der als stur geltende Taktikfuchs kam bei der Mannschaft nicht an und war bei Fans und Umfeld allseits unbeliebt. Als die Qualifikation für den Europapokal im Frühjahr zu scheitern drohte, wurde Sacchi entlassen und Radomir Antić kehrte zurück. Doch auch er konnte die Dinge nicht mehr zum Guten wenden, Atlético wurde 13. in der Liga. Die Qualifikation für Europa gelang über den Pokal, wo Atlético erst im Finale gegen Valencia scheiterte. In der gleichen Spielzeit wurde erneut das Halbfinale im UEFA-Pokal erreicht, das gegen den AC Parma verloren ging.
Vor der Saison 1999/2000 holte Gil mit Claudio Ranieri erneut einen italienischen Übungsleiter. Trotz Akteuren wie Jimmy Floyd Hasselbaink oder Rubén Baraja folgte eine schlechte Saison: Früh schlitterte man in die Abstiegszone und Trainer Ranieri war ohne ersichtliches Konzept in dieser Zeit. Zudem war das Präsidium die Saison über handlungsunfähig, da Jesús Gil wegen diverser Delikte durch einen Zwangsverwalter ersetzt wurde. Diese Vorfälle überschatteten den sportlichen Niedergang und brachten stets Unruhe ins Team. Anfang März wurde Ranieri, auf dem 17. Platz stehend, entlassen. Erneut wurde Radomir Antić verpflichtet, der somit seine dritte Amtszeit bei Atlético begann. Allerdings gelang ihm in elf Ligaspielen kein Sieg. Im UEFA-Pokal gab es im Achtelfinale den K. o. gegen den RC Lens. Als bereits feststehender Absteiger wurde das Finale in der Copa del Rey gegen Espanyol verloren.

### 2000–2011: Der Wiederaufstieg, Abgang von Jesús Gil und Europa-League-Titel 2010
In der Saison 2000/01 startete Atlético in der Segunda División den geplanten Wiederaufstieg. Jesús Gil nahm das Angebot von Radomir Antić, umsonst zu arbeiten, nicht an und installierte Zambrano als Trainer. Es kamen neue Spieler mit viel Erfahrung, um den Aufstieg aus der Segunda Division perfekt zu machen, denn alle großen Stars hatten den Club verlassen. Der Absturz ging weiter, von den ersten sieben Spielen wurde nur eines gewonnen. Im Oktober stand Atlético auf einem Abstiegsplatz. Der Sturz in die Drittklassigkeit galt, zu diesem Zeitpunkt, als nicht mehr ausgeschlossen. Zambrano wurde entlassen und durch Marcos Alonso Peña ersetzt. In der darauf folgenden Transferperiode kamen neue Spieler und mit Fan-Idol Futre wurde ein Sportdirektor installiert, der die Dinge mit zum Positiven wenden konnte. Atlético startete eine Siegesserie und schaffte binnen weniger Wochen den nicht mehr für möglich gehaltenen Anschluss an die Aufstiegsplätze. Dennoch kam es zu einem Trainerwechsel, mit Cantarero kam der Coach des B-Teams. Unter ihm wurde keines der letzten sieben Spiele verloren, zum Aufstieg reichte es dennoch nicht. Betis und Teneriffa konnten nicht mehr abgefangen werden, das entscheidende letzte Spiel gewann Teneriffa bei Leganes.
Ein neuer Anlauf auf die Liga-Rückkehr erfolgte in der Saison 2001/02. Die Topakteure Hugo Leal und Torschützenkönig Salva wurden verkauft, einige erstligaerfahrene Spieler konnte Paulo Futre holen. Neuer Trainer wurde wieder einmal Luis Aragonés, der zum großen Hoffnungsträger wurde. Atlético startete gut in die Saison, hatte am 9. Spieltag die Tabellenspitze inne und gab diese nicht mehr her. Der Abstand zu den Nicht-Aufstiegsplätzen wurde kontinuierlich ausgebaut, bereits im März stand der Aufstieg so gut wie fest. Eine Niederlagenserie (u. a. 1:5 in Elche) weckte wieder leise Zweifel, die sich letztlich als haltlos erwiesen. Ende April stand der Aufstieg auch praktisch fest, und die Planungen für die neue Saison konnten frühzeitig aufgenommen werden.
Ganz im Zeichen des 100. Geburtstags stand die Saison 2002/03. Feierlichkeiten und Aktionen über ein Jahr verteilt erreichten ihren Höhepunkt am 26. April 2003, dem Tag des 100. Geburtstags des Vereins. Vor der Saison kaufte man vor allem erfahrene Spieler, um dem Team einen Erstliga-Touch zu geben. Sportlich blieb die Zielsetzung nach dem Wiederaufstieg bescheiden, das primäre Ziel, nicht im Abstiegskampf verwickelt zu sein, wurde durchweg erreicht. Leider trübten Turbulenzen in Vorstand und sportlicher Leitung die Stimmung. Der negative Höhepunkt der Streitigkeiten war der Rücktritt von Coach Luis Aragones. Außerdem übernahm Enrique Cerezo formal das Amt des Präsidenten. Doch auch er hatte Schwierigkeiten, die verschiedenen Interessensgruppen zu vereinen.
In der Saison 2003/04 wurde Gregorio Manzano, aus Mallorca kommend, als neuer Trainer vorgestellt, in dessen Schlepptau auch einige neue Akteure anheuerten. Die hohen Erwartungen wurden jedoch nicht erfüllt, das Team vergraulte die Fans mit unattraktivem Defensivfußball. Auch vereinzelte Siegesserien, wie im späten Herbst des Jahres 2003, konnten die Stimmung nur unwesentlich verbessern. Nachdem im Frühjahr sämtliche Ambitionen auf den Einzug in den Europacup verspielt worden waren, entschied sich der Vorstand, den Vertrag mit Gregorio Manzano nicht zu verlängern. Überschattet wurde diese sehr mäßige Saison, u. a. mit zwei Pleiten im Derby gegen Real Madrid und vom Tode Jesús Gil. Der langjährige Präsident erlag einem Hirntumor. Trotz aller Differenzen gab es bewegende Abschiedsszenen für einen Mann, der seinen Verein zweifellos liebte. Auch nach dem Ende dieser Ära kehrte im Vorstand keine Ruhe ein. Es bildete sich eine Opposition mit dem Namen „Alternativa Atlética“, die gewillt war, die Aktienmehrheit zu übernehmen – bis heute erfolglos.
Zur Spielzeit 2004/05 kam mit Cesar Ferrando erneut ein neuer Mann, für den es zunächst galt, sich im UI-Cup zu bewähren. Der ersehnte Traum vom UEFA-Cup platzte, als das Elfmeterschießen gegen Villarreal verloren ging. In der Liga etablierte man sich zunächst unter den Topteams, hielt sich zunächst sogar zeitweise an der Tabellenspitze auf, doch die guten Ansätze hielten nicht lange vor. Speziell in den Auswärtsspielen holte man viel zu wenig Punkte. Damit verbunden war der Rückfall ins Tabellenmittelfeld, inklusive wachsender Kritik am Trainer. Anders als in den Vorjahren machte zumindest die Defensive einen sicheren Eindruck, im offensiven Bereich wurden hingegen nur wenige Glanzlichter gesetzt. Ein wochenlanger Schlingerkurs zwischen Hoffen und Bangen bzw. Champions League und Niemandsland, stellte die Verantwortlichen auf eine harte Probe und spätestens, als die „Must-Win-Spiele“, wie bei Numancia oder Osasuna in die Hose gingen, zeigte der Trend endgültig nach unten. Als infolge des immer deutlicher werdenden Formverfalls der wenigen echten Leistungsträger, wie z. B. Torres oder Perea, selbst die Heimspiele verloren wurden, kippte die Stimmung im Verein ins Negative. Als dann auch noch im Halbfinale der Copa del Rey, gegen CA Osasuna, die letzte Möglichkeit auf eine europäische Ausfahrt versperrt blieb, entlud sich der verständliche Frust des Anhangs in Pfeifkonzerten und Buh-Rufen gegenüber den Spielern. Trauriger Höhepunkt war die Erstürmung des Trainingsgeländes in Majadahonda durch einige Ultra-Fans, die sogar einigen Spielern Gewalt androhten. Auch die Gerüchte um einen möglichen Verkauf des Estadio Vicente Calderón heizten die Stimmung rund um den Manzanares weiter an. Als Konsequenz auf diese, sicherlich am besten als „Spielzeit der verpassten Chancen“ zu bezeichnenden Runde, trennte sich der Verein von Trainer Cesar Ferrando und einer ganzen Reihe von Spielern.
Zur Saison 2005/06 heuerte der mehrmalige „Welt-Trainer des Jahres“ Carlos Bianchi in Madrid an, der sich mit den Verantwortlichen das Ziel gesetzt hatte, den Club binnen zweier Jahre wieder an die Spitze zu bringen. Obwohl zudem erneut eine Reihe von namhaften Spielern, u. a. Martin Petrow und Maxi Rodríguez, verpflichtet wurden, geriet das ehrgeizige Projekt schnell zur Pleite. Verletzungspech und Last-Minute-Gegentreffer verkehrten den guten Saisonstart schnell ins Gegenteil, so dass sich Atlético Madrid alsbald im grauen Mittelfeld wiederfand. Zwar standen Präsidium und Fans trotz der unbefriedigenden Ergebnisse zum Trainer, doch die Probleme zwischen Bianchi und der Mannschaft waren bald nicht mehr zu übersehen. Nach einer Serie von Pleiten zum Jahresbeginn 2006 wurde Bianchi schließlich gefeuert, was dieser mit einem großen Unverständnis auffasste. Die Nachfolge trat der vormalige Trainer des B-Teams, José „Pepe“ Murcia an, der mit der Mannschaft weit besser zurechtkam, und nach einer beeindruckenden Siegesserie, u. a. wurde beim FC Barcelona im Nou Camp gewonnen, die Hoffnung auf den Einzug in den Europacup wieder aufglühen ließ. Doch da analog zu den Vorjahren die vermeintlich entscheidenden Spiele mit Pleiten endeten, sprang in der Endabrechnung erneut nur der zehnten Rang heraus. Das Ende von Pepe Murcia war infolgedessen besiegelt, und auch ein halbes Dutzend Spieler musste sich daran machen, eine neue Herausforderung zu suchen.
Für Saison 2006/07 stellte Atlético Madrid den Mexikaner Javier Aguirre als Cheftrainer vor, der in der Vorsaison den Provinzverein CA Osasuna bis in die CL-Qualifikation geführt hatte. In gewohnter Manier schlugen die Rojiblancos auf dem Transfermarkt zu. Für die Rekordablösesumme von 23 Millionen Euro kam der als Ausnahmetalent gepriesene Argentinier Sergio Agüero von CA Independiente. Mit Costinha, Maniche und Seitaridis (allesamt von Dynamo Moskau) wurden auch international erfahrene Kicker verpflichtet. Des Weiteren kam mit Mista (FC Valencia) ein einstiger spanischer Nationalspieler und vom Nachbarn Real Madrid der vielfache Jugendnationalspieler Jurado. Als Zielsetzung wurde erneut der Einzug in die Champions League genannt, doch die starke Konkurrenz und zu viele verlorene Heimspiele, auch gegen Absteiger wie z. B. Celta de Vigo, prägten eine der schwächsten Rückrunden der Geschichte, welche mit einem enttäuschenden 7. Platz endete, der immerhin noch zum Einzug in den UI-Cup ausreichte. Die Zukunft einiger Spieler und des Trainers war ungewiss, doch schlussendlich sprach man Aguirre das Vertrauen für eine weitere Saison aus.
Die Spielzeit 2007/08 war geprägt durch große Schwierigkeiten im Abwehrbereich, bei gleichzeitig glänzender Ausbeute des Sturmduos Sergio Agüero und Diego Forlán, das den zu Liverpool abgewanderten Fernando Torres mehr als vergessen machte. Am Ende standen 66 Tore zu Buche, gleichzeitig gelang es der Mannschaft, in insgesamt sechs Spielen vier oder mehr Treffer zu erzielen. Fernab dieser Attraktivität gab es das übliche Auf und Ab mit glanzvollen Siegen, wie z. B. gegen Barcelona und bei Sevilla, nebst klassischen Pleiten gegen Hinterbänkler der Liga zu bewundern. Dank einem kaum mehr für möglich gehaltenen Endspurt sowie diversen Patzern der Konkurrenz sprang am Ende aber dennoch der 4. Platz heraus, der zur Teilnahme an der CL-Qualifikation berechtigte und den Club damit ganz nahe an die große Fußballbühne brachte. Im UEFA-Cup rückte man allerdings nur in die Runde der letzten 32 Clubs vor, wo man den Bolton Wanderers nach zwei schwachen Spielen unrühmlich unterlag.
Das Hauptaugenmerk für die Saison 2008/09 lag auf der Verstärkung der Abwehr, für die mit Tomáš Ujfaluši und Johnny Heitinga international erfahrene Kräfte gewonnen werden konnten. Außerdem kam mit Grégory Coupet ein schlagkräftiger Keeper, der mit Leo Franco um den Stammplatz im Tor konkurrierte. Noch bevor die nationale Spielzeit startete, setzte Atlético mit einem 4:0-Erfolg in der CL-Qualifikation über Schalke das erste Ausrufezeichen und kehrte damit nach zwölf Jahren wieder in die Königsklasse des Fußballs zurück. Dort schlug man sich mehr als wacker, verlor in der Gruppenphase kein Spiel und hätte beinahe sogar den FC Liverpool an der Anfield Road geschlagen. Erst im Achtelfinale setzte der FC Porto durch zwei Unentschieden aufgrund der Auswärtstorregel das Stoppschild. Dafür lief es in der Liga trotz abermals vieler torreicher Partien deutlich schlechter, so dass Coach Javier Aguirre Anfang Februar entlassen und durch den einstigen Keeper Abel Resino ersetzt wurde. Dieser schaffte schließlich die Wende, so dass dank einer Schlussserie von sechs Siegen in sechs Spielen abermals die CL-Quali glückte.
Verstärkt durch U-21-Nationalspieler Sergio Asenjo und Nationalverteidiger Juanito, ansonsten personell aber weitgehend unverändert, lief die Saison 2009/10, in der man über Panathinaikos in der Qualifikation erneut in die CL-Gruppenphase einzog. Dort schied Atlético gegen den FC Chelsea und den FC Porto aus, belegte aber vor APOEL Nikosia den 3. Platz und konnte in der UEFA Europa League weiterspielen. Schwächer als in allen Spielzeiten seit dem Wiederaufstieg verlief jedoch der Ligastart, so dass sich der Club dauerhaft in der zweiten Tabellenhälfte wiederfand. Dies war der Grund, weswegen Abel Resino durch Quique Sánchez Flores ersetzt wurde, dem es gelang, zumindest den Einzug ins Finale der Copa del Rey sicherzustellen. Dieses verlor Atlético jedoch gegen den FC Sevilla mit 0:2. In der UEFA Europa League zog man mit nur zwei Siegen aus acht Spielen ins Finale ein und schaltete unter anderem den FC Valencia und den FC Liverpool aus. Im Finale in Hamburg wurde schließlich der englische Vertreter FC Fulham durch ein 2:1 nach Verlängerung besiegt, wobei Diego Forlán als Doppeltorschütze den ersten Europapokaltriumph seit 48 Jahren sicherstellte. Gegen Champions-League-Sieger Inter Mailand konnte man sich dank Toren von José Antonio Reyes und Sergio Agüero außerdem den UEFA Super Cup sichern.
Die Saison 2010/11 wurde auf dem siebten Tabellenrang beendet.

### 2011–2019 – Die Ära Simeone I.: Rückkehr in die nationale und internationale Spitze
| Saisondaten 2011–2019                    |       |       |        |                  |
| Saison                                   | Platz | Tore  | Punkte | Zuschauerschnitt |
| 2011/12                                  | 5 (E) | 53:46 | 56     | 42.361           |
| 2012/13                                  | 3 (P) | 65:31 | 76     | 44.868           |
| 2013/14                                  | 1     | 77:26 | 90     | 47.475           |
| 2014/15                                  | 3     | 67:29 | 78     | 46.454           |
| 2015/16                                  | 3     | 63:18 | 88     | 43.201           |
| 2016/17                                  | 3     | 70:27 | 78     | 44.735           |
| 2017/18                                  | 2 (E) | 58:22 | 79     | 55.501           |
| 2018/19                                  | 2     | 55:29 | 76     | 56.216           |
| Gold unterlegt: Gewinn der Meisterschaft |       |       |        |                  |

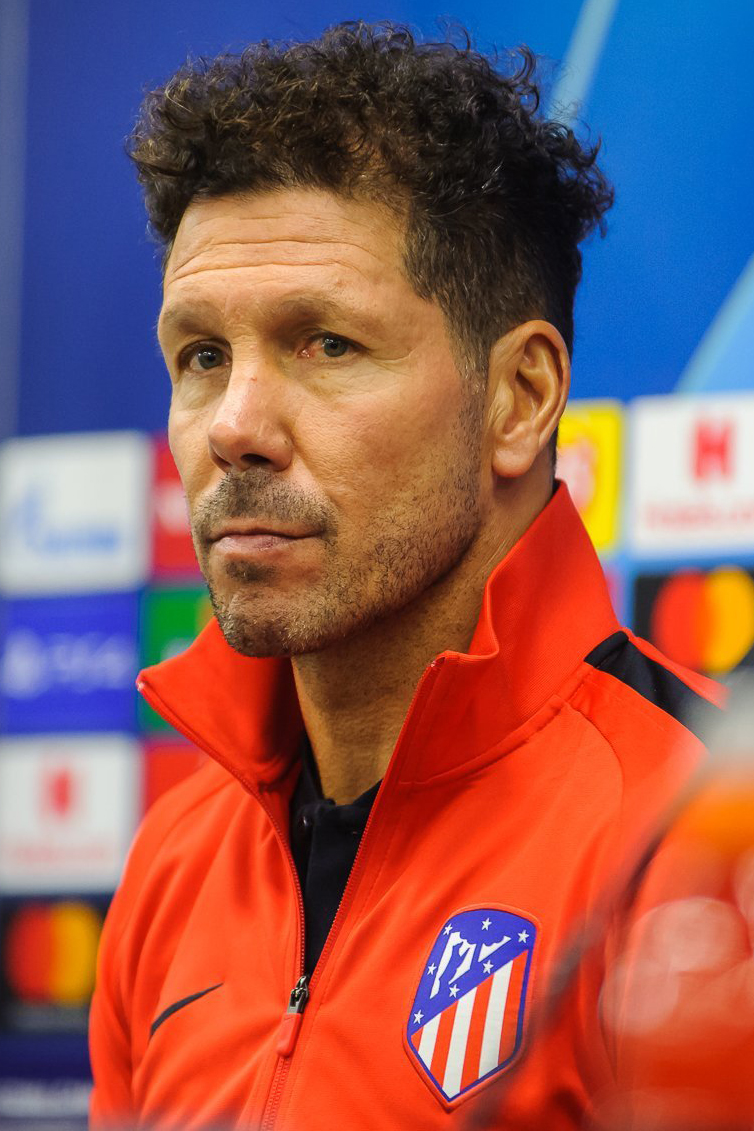
Diego Simeone ist seit Dezember 2011 Cheftrainer von Atlético Madrid

Zur Saison 2011/12 verließ Quique Sánchez Flores den Verein und Gregorio Manzano wurde zum zweiten Mal Cheftrainer von Atlético. Manzano wurde allerdings bereits im Dezember 2011 wegen einer Reihe von Misserfolgen entlassen. Dem vorausgegangen war unter anderem das frühe Ausscheiden im Pokal durch zwei Niederlagen gegen Drittligist Albacete. Neuer Trainer wurde der Argentinier Diego Simeone, ehemaliger Mittelfeldspieler bei den Rojiblancos. Mit Simeone konnte Atlético 2012 erneut die Europa League gewinnen, indem man im Finale Athletic Bilbao deutlich mit 3:0 besiegte. Mit einem 4:1-Sieg über den FC Chelsea gewann Atlético im selben Jahr außerdem zum zweiten Mal den UEFA Super Cup. Nachdem das Team durch schwankende Ergebnisse beinahe die komplette Hinrunde Mittelfeldplatzierungen innegehabt hatte, gelang es in der zweiten Saisonhälfte die Leistungen zu stabilisieren. Trotz 12 Niederlagen reichte es am Ende für Platz 5 und somit die Qualifikation für die Europa League.
Als amtierender Titelträger trat Atlético in der Saison 2012/13 erneut in der Europa League an. In der Gruppenphase bekam man es mit Viktoria Pilsen, Academica Coimbra und Hapoel Tel Aviv zu tun. Nach vier Siegen aus sechs Spielen gelang die Qualifikation für die 3. Runde in der das Team jedoch am russischen Club Rubin Kasan scheiterte. Grund zum Feiern gab es am Saisonende trotzdem, da die Rojiblancos den spanischen Pokal gewinnen konnten, als sie im Finale Real Madrid mit 2:1 nach Verlängerung besiegten. Auch die Liga wurde auf einem starken 3. Platz beendet, was gleichbedeutend mit der Qualifikation für die Gruppenphase der Champions League in der kommenden Saison war.
Die Saison 2013/14 sollte die bislang erfolgreichste in der Ära Simeone werden. Erstmals seit 1996 gewann Atlético Madrid wieder die spanische Meisterschaft und erreichte außerdem 40 Jahre nach der Niederlage von 1974 zum zweiten Mal das Finale der Champions League. In einem hochdramatischen letzten Saisonspiel reichte ein 1:1 beim FC Barcelona zum 10. Meistertitel. Bei einer Niederlage wären die Katalanen Meister geworden. Eine Woche später verlor man jedoch das Champions-League-Finale gegen den Stadtrivalen Real Madrid. Im Endspiel in Lissabon ging Atlético zwar in Führung, aber in der Nachspielzeit gelang Real das 1:1. In der Verlängerung kassierte Atlético noch drei Tore zum letztlich deutlichen Endstand von 1:4.
Zur neuen Spielzeit verließ mit Torhüter Thibaut Courtois, Abwehrspieler Filipe Luís und Stürmer Diego Costa ein Trio den Klub in Richtung FC Chelsea, wobei ersterer von den Londonern ausgeliehen war und der Leihvertrag auslief. Adrián López und Óliver Torres gingen zum FC Porto während José Ernesto Sosa, der nur ausgeliehen war, zu Metalist Charkiw zurückkehrte. Der Brasilianer Diego Ribas da Cunha, der in der Spielzeit 2011/12 als Leihgabe bei Atlético unter Vertrag war und in der Winterpause verpflichtet wurde, verließ den Klub auch ablösefrei. Sergio Asenjo wurde an den FC Villarreal verkauft. Prominente Neuzugänge waren der slowenische Torhüter Jan Oblak von Benfica Lissabon, Mario Mandžukić von Bayern München und der Franzose Antoine Griezmann von Real Sociedad San Sebastián.
Die Saison 2014/15 war geprägt von Aufeinandertreffen gegen Real Madrid in jedem Wettbewerb: In der Supercopa de España besiegten sie Madrid über zwei Spiele 2:1. Daraufhin trafen sie im Copa del Rey Achtelfinale aufeinander, welches Atlético ebenfalls nach Hin- und Rückspiel mit einem 4:2 für sich entscheiden konnte. In der Liga besiegte man sie 4:0 im Hinspiel und 1:2 im Rückspiel. Die finalen zwei Aufeinandertreffen waren im Viertelfinale der Champions League, welches Real Madrid insgesamt 1:0 gewann, womit Atlético ausschied. In der Liga belegten sie den dritten Platz und schieden im Viertelfinale der Copa del Rey 2:4 gegen Barcelona aus.
In der Saison 2015/16 wurde Atlético erneut Dritter. Im spanischen Pokal kamen sie bis ins Halbfinale, wo sie mit 2:3 gegen Celta Vigo ausschieden. In der Champions League zogen die Rojiblancos nach einem 1:0 im Heimspiel beim Halbfinale gegen den FC Bayern München und einer 1:2-Niederlage im Rückspiel in München aufgrund der Auswärtstorregel ins Finale in Mailand ein, in dem erneut Stadtrivale Real Madrid der Gegner war. Nachdem es im Endspiel nach 120 Minuten 1:1 gestanden hatte, verlor Atlético das Spiel mit 3:5 nach Elfmeterschießen.
Im darauffolgenden Jahr traf der Verein im Halbfinale der Champions League zum vierten Mal hintereinander auf Real Madrid. Das Hinspiel verloren sie durch einen Hattrick von Cristiano Ronaldo 3:0, das Rückspiel konnten sie zwar 2:1 gewinnen, jedoch reichte dies nicht aus, wodurch sie wie die drei Jahre zuvor vom Stadtrivalen aus dem Wettbewerb befördert wurden. In der Liga erreichte Atlético den dritten Platz und im spanischen Pokal kamen sie bis ins Halbfinale, wo sie schließlich dem FC Barcelona unterlagen.
In der Champions League 2017/18 verpasste Atlético Madrid zum ersten Mal unter Simeone das Achtelfinale, zog durch Erreichen des 3. Platzes in der Gruppe jedoch in die Europa League ein. Dort erreichten sie das Finale und gewannen mit einem 3:0 gegen Olympique Marseille zum zweiten Mal unter Simeone und dritten Mal insgesamt diesen Wettbewerb. In der Liga wurden sie zum ersten Mal unter Diego Simeone als Trainer spanischer Vizemeister. Auch der UEFA Supercup 2018 ging an Atlético Madrid, sie bezwangen Champions-League-Sieger und Stadtrivale Real Madrid mit 4:2 nach Verlängerung.

### 2019–heute – Die Ära Simeone II.: zweite Meisterschaft
| Saisondaten seit 2019                    |       |       |        |                  |
| Saison                                   | Platz | Tore  | Punkte | Zuschauerschnitt |
| 2019/20                                  | 3     | 51:27 | 70     | 42.231           |
| 2020/21                                  | 1     | 67:25 | 86     | 0                |
| 2021/22                                  | 3     | 65:43 | 71     | 48.039           |
| 2022/23                                  | 3     | 70:33 | 77     | 55.800           |
| 2023/24                                  | 4     | 70:43 | 76     |                  |
| 2024/25                                  | 3     | 68:30 | 76     |                  |
| Gold unterlegt: Gewinn der Meisterschaft |       |       |        |                  |

Der Sommer 2019 sah einen Kaderumbruch bei Atlético. Ablösefrei verließen die langjährigen Leistungsträger Diego Godín, Juanfran und Filipe Luis den Verein. Eigengewächs Lucas Hernández zog es für 80 Millionen Euro zum FC Bayern und Mittelfeldspieler Rodri für 70 Millionen zu Manchester City. Starstürmer Antoine Griezmann, der im Sommer zuvor noch seinen Vertrag verlängert hatte, schloss sich unterdessen für 120 Millionen Euro dem FC Barcelona an. Atlético reagierte auf die Abgänge mit einer regen Transfertätigkeit. Für die Defensive kamen die Brasilianer Renan Lodi und Felipe sowie der englische Außenverteidiger Kieran Trippier und Espanyols Innenverteidiger Mario Hermoso. Zusätzlich kehrte auch Außenverteidiger Šime Vrsaljko von seiner einjährigen Leihe bei Inter Mailand zurück. Zur Verstärkung des Angriffs wurde für eine vereinsinterne Rekordablöse von 126 Millionen Euro Benfica Lissabons Offensivjuwel João Félix verpflichtet. Zudem wurden die Mittelfeldspieler Marcos Llorente von Real Madrid und der Mexikaner Héctor Herrera unter Vertrag genommen.
Die Saison 2019/20 zeigte im Vergleich zur vorherigen Verbesserungen als auch Schwächen. In der Liga verschlechterte man sich leicht und nach der Vizemeisterschaft im Jahr zuvor beendete man die Saison als Dritter. In der Champions League gelang dagegen eine Leistungssteigerung. Durch einen 4:2-Sieg über Titelverteidiger Liverpool im Achtelfinale gewann Atlético erstmals seit 2017 wieder eine K.-o.-Runde. Im anschließenden Viertelfinale scheiterte man allerdings enttäuschend an RB Leipzig. Aus der Copa del Rey schied man unterdessen vorzeitig in der Dritten Hauptrunde mit 1:2 gegen Cultural Leonesa aus.
Die Saison 2020/21 sollte Atlético nach sieben Jahren wieder an die Spitze des Spanischen Fußballs stellen. Man schied zwar aus der Champions League im Achtelfinale gegen den FC Chelsea aus, und kassierte eine überraschende Niederlage gegen den Spanischen Drittligisten UE Cornella in der zweiten Runde der Copa del Rey, konnte jedoch nach der Saison 2013/14 zum insgesamt elften Mal wieder Spanischer Meister werden. Dabei wurde der Triumph erst am letzten Spieltag der Saison durch einen 1:2-Sieg gegen Real Valladolid gesichert.
Im Juni 2023 verpflichtete sich der Verein, nach einer Mitgliederbefragung und nach massivem Druck eines Großteils der Fans, die Rückkehr zum „vorherigen Wappen“ durch ein verbindliches Referendum abstimmen zu lassen. Am 30. Juni 2023 stimmten bei dieser Befragung 88,68 % der teilnehmenden Socios (Mitglieder des Vereins) für die Rückkehr des „vorherigen Wappens“. Der Verein gab daraufhin bekannt, dass er zum 1. Juli 2024 zum „vorherigen Wappen“ zurückkehren wird.
Anfang September 2023 gab der Verein bekannt, dass aufgrund der Rekordzahlen bei den Dauerkartenbesitzern, die Kapazität des Cívitas Metropolitano auf insgesamt 70.460 Zuschauer ausgeweitet wurde.
Das Stadion bietet somit 64.440 Sitzplätze sowie 6.020 VIP-Plätze an. Die Anzahl der Plätze für Menschen mit Behinderungen und besonderen Bedürfnissen wurde, durch die Schaffung neuer Plattformen in der mittleren Ebene, ebenfalls erhöht.
Im Juli 2025 gab der Verein bekannt, dass zum dritten Mal in Folge die Saison mit über 60.000 Dauerkarten-Inhaber*innen begonnen wird. Für die Spielzeit 2025/26 wurde zudem der Rekordwert von 60.905 Dauerkarten vermeldet – so viele wie nie zuvor in der Vereinsgeschichte.

## Titel

### Internationale Titel
- 1 × Weltpokal: 1974
- 1 × Europapokal der Pokalsieger: 1962
- 3 × UEFA Europa League: 2010, 2012, 2018
- 3 × UEFA Super Cup: 2010, 2012, 2018
- 1 × UI-Cup: 2007
- 1 × Iberischer Pokal: 1991

### Nationale Titel
- 11 × Spanischer Meister: 1940, 1941, 1950, 1951, 1966, 1970, 1973, 1977, 1996, 2014, 2021
- 10 × Spanischer Pokalsieger: 1960, 1961, 1965, 1972, 1976, 1985, 1991, 1992, 1996, 2013
- 2 × Spanischer Supercup: 1985, 2014
- 1 × Copa Presidente RFEF: 1947
- 1 × Copa Eva Duarte: 1951
- 1 × Spanischer Segunda División Meister: 2002

### Regionale Titel
- 4 × Regionaler Meister: 1921, 1925, 1928, 1940
- 1 × Copa Federación Centro: 1941

### Titel in Freundschaftsturnieren
- 10 × Trofeo Carranza: 1968, 1976, 1977, 1978, 1991, 1995, 1997, 2003, 2014, 2015
- 6 × Trofeo Teresa Herrera: 1956, 1965, 1973, 1985, 1986, 2009
- 6 × Trofeo Colombino: 1966, 1972, 1991, 1993, 2002 und 2011
- 1 × Copa de Campeones: 1940

## Personen

### Kader Saison 2024/25
Stand: 1. Juni 2025
| Nr.        | Nat.         | Name               | Geburtstag        | im Verein seit | Vertrag bis |
| Tor        | Tor          | Tor                | Tor               | Tor            | Tor         |
| ---------- | ------------ | ------------------ | ----------------- | -------------- | ----------- |
| 01         | Argentinier  | Juan Musso         | 6. Mai 1995       | 2024           | 2025        |
| 13         | Slowene      | Jan Oblak          | 7. Januar 1993    | 2014           | 2028        |
| Abwehr     |              |                    |                   |                |             |
| 02         | Uruguayer    | José María Giménez | 20. Januar 1995   | 2013           | 2028        |
| 03         | Spanier      | César Azpilicueta  | 28. August 1989   | 2023           | 2025        |
| 15         | Franzose     | Clément Lenglet    | 17. Juni 1995     | 2024           | 2025        |
| 16         | Argentinier  | Nahuel Molina      | 6. April 1998     | 2022           | 2027        |
| 20         | Belgier      | Axel Witsel        | 12. Januar 1989   | 2022           | 2025        |
| 21         | Spanier      | Javi Galán         | 19. November 1994 | 2023           | 2026        |
| 23         | Mosambikaner | Reinildo Mandava   | 21. Januar 1994   | 2022           | 2025        |
| 24         | Spanier      | Robin Le Normand   | 13. Februar 2002  | 2024           | 2029        |
| Mittelfeld |              |                    |                   |                |             |
| 04         | Engländer    | Conor Gallagher    | 6. Februar 2000   | 2024           | 2029        |
| 05         | Argentinier  | Rodrigo de Paul    | 24. Mai 1994      | 2021           | 2026        |
| 06         | Spanier      | Koke               | 8. Januar 1992    | 2011           | 2025        |
| 08         | Spanier      | Pablo Barrios      | 15. Juni 2003     | 2023           | 2028        |
| 11         | Franzose     | Thomas Lemar       | 12. November 1995 | 2018           | 2027        |
| 12         | Brasilianer  | Samuel Lino        | 23. Dezember 1999 | 2023           | 2027        |
| 14         | Spanier      | Marcos Llorente    | 30. Januar 1995   | 2019           | 2027        |
| 17         | Spanier      | Rodrigo Riquelme   | 2. April 2000     | 2020           | 2028        |
| Sturm      |              |                    |                   |                |             |
| 07         | Franzose     | Antoine Griezmann  | 21. März 1991     | 2021           | 2026        |
| 09         | Norweger     | Alexander Sørloth  | 5. Dezember 1995  | 2024           | 2028        |
| 10         | Argentinier  | Ángel Correa       | 9. März 1995      | 2015           | 2026        |
| 19         | Argentinier  | Julián Álvarez     | 31. Januar 2000   | 2024           | 2030        |
| 22         | Argentinier  | Giuliano Simeone   | 18. Dezember 2002 | 2022           | 2028        |

### Trainer
Der aktuelle Chef-Trainer ist Diego Simeone, der am 23. Dezember 2011 das Amt von Gregorio Manzano übernahm.

### Top 10 nach Einsätzen und Toren
(Stand: 23. Februar 2025; angegeben sind alle Pflichtspiele und -tore)
| Einsätze                           | Einsätze             | Einsätze            | Einsätze |
| ---------------------------------- | -------------------- | ------------------- | -------- |
| 1                                  | Koke*                | seit 2009           | 637      |
| 2                                  | Adelardo Rodríguez   | 1959–1976           | 553      |
| 3                                  | Tomás Reñones        | 1984–1996           | 483      |
| 4                                  | Jan Oblak*           | seit 2014           | 478      |
| 5                                  | Enrique Collar       | 1953–1969           | 468      |
| 6                                  | Juan Carlos Aguilera | 1988–1993 1996–2005 | 455      |
| 7                                  | Ángel Correa*        | seit 2014           | 455      |
| 8                                  | Saúl Ñíguez*         | seit 2012           | 427      |
| 9                                  | Juan Carlos Arteche  | 1978–1989           | 425      |
| 10                                 | Antoine Griezmann*   | 2014–2019 seit 2021 | 425      |
| * = noch für Atlético Madrid aktiv |                      |                     |          |

| Tore                               | Tore                | Tore                | Tore |
| ---------------------------------- | ------------------- | ------------------- | ---- |
| 1                                  | Antoine Griezmann*  | 2014–2019 seit 2021 | 196  |
| 2                                  | Luis Aragonés       | 1964–1974           | 172  |
| 3                                  | Adrián Escudero     | 1945–1958           | 169  |
| 4                                  | Francisco Campos    | 1939–1948           | 154  |
| 5                                  | José Eulogio Gárate | 1966–1977           | 134  |
| 6                                  | Fernando Torres     | 2001–2007 2015–2018 | 129  |
| 7                                  | Joaquín Peiró       | 1955–1962           | 128  |
| 8                                  | Adelardo Rodríguez  | 1959–1976           | 112  |
| 9                                  | Julio Elícegui      | 1933–1940           | 110  |
| 10                                 | Enrique Collar      | 1953–1970           | 105  |
| * = noch für Atlético Madrid aktiv |                     |                     |      |

### Präsidenten
| Amtszeit  | Nr. | Präsident            |
| --------- | --- | -------------------- |
| 1903      | 01. | Enrique Allende      |
| 1903–1907 | 02. | Eduardo de Acha      |
| 1907–1909 | 03. | Ricardo de Gondra    |
| 1909–1912 | 04. | Ramón de Cárdenas    |
| 1912–1919 | 05. | Julián Ruete         |
| 1919–1920 | 06. | Álvaro de Aguilar    |
| 1920–1923 | 07. | Julián Ruete         |
| 1923–1926 | 08. | Juan de Estefanía    |
| 1926–1931 | 09. | Luciano Urquijo      |
| 1931–1935 | 10. | Rafael González      |
| 1935–1936 | 11. | José L. del Valle    |
| 1936–1939 | 12. | José María Fernández |
| 1939      | 13. | Francisco Vives      |
| 1939–1941 | 14. | Luis Navarro         |
| 1941–1945 | 15. | Manuel Gallego       |

| Amtszeit  | Nr. | Präsident             |
| --------- | --- | --------------------- |
| 1946–1947 | 16. | Juan Touzón           |
| 1947–1952 | 17. | Cesáreo Galindez      |
| 1952–1955 | 18. | Marqués de la Florida |
| 1955      | 19. | Juan Suevos           |
| 1955–1964 | 20. | Javier Barroso        |
| 1964–1980 | 21. | Vicente Calderón      |
| 1980      | 22. | Ricardo Irezábal      |
| 1980–1982 | 23. | Alfonso Cabeza        |
| 1982      | 24. | Antonio del Hoyo      |
| 1982      | 25. | Agustín Cotorruelo    |
| 1982–1987 | 26. | Vicente Calderón      |
| 1987      | 27. | Francisco Castedo     |
| 1987–2003 | 28. | Jesús Gil             |
| Seit 2003 | 29. | Enrique Cerezo        |

## Stadion
Von 1913 bis 1923 spielte Atlético im 10.000 Zuschauer fassenden Estadio de O’Donnell. Ab 1923 dann wurden die Heimspiele im Stadium Metropolitano ausgetragen. Ab 1966 dann spielte Atlético im Estadio del Manzanares, welches 1971 in Estadio Vicente Calderón umbenannt wurde.
Im Sommer 2017 zog Atlético Madrid in das umgebaute Estadio Metropolitano um.